# Eupeodes
Eupeodes (лат.) — род мух-журчалок из подсемейства Syrphinae.

## Описание
Длина тела имаго 6,3—14 мм. Глаза голые или покрыты короткими редкими волосками. Брюшко овальной формы, уплощенное, сильно окаймленное по бокам. На лице имеется чёрная или коричневая продольная полоса. Тергиты в полулунными жёлтыми пятнами или изогнутыми или отчетливо выемчатыми перевязями.

## Экология и местообитания
Личинки питаются тлями. В течение года развивается несколько поколений. Некоторые виды (например Eupeodes corollae) способны к миграциям. Взрослые питаются нектаром и пыльцой.

## Классификация
В мировой фауне около 90 видов, в том числе:
- Eupeodes abberrantis (Curran, 1925)
- Eupeodes abiskoensis (Dusek & Láska, 1973)
- Eupeodes americanus (Wiedemann, 1830)
- Eupeodes borealis (Dusek & Láska, 1973)
- Eupeodes bucculatus (Róndani, 1857)
- Eupeodes confertus (Fluke, 1952)
- Eupeodes corollae (Fabricius, 1794)
- Eupeodes curtus (Hine, 1922)
- Eupeodes duseki Mazanek & Bicik, 1999
- Eupeodes flaviceps (Róndani, 1857)
- Eupeodes flukei (Jones, 1917)
- Eupeodes fumipennis (Thomson, 1869)
- Eupeodes gentneri (Fluke, 1952)
- Eupeodes goeldlini Mazanek Láska & Bicik, 1999
- Eupeodes lambecki (Dusek & Láska, 1973)
- Eupeodes lapponicus (Zetterstedt, 1838)
- Eupeodes latifasciatus (Macquart, 1829)
- Eupeodes lucasi (Garcia & Láska, 1983)
- Eupeodes lundbecki (Soot Ryen, 1946)
- Eupeodes luniger (Meigen, 1822)
- Eupeodes montanus (Curran, 1925)
- Eupeodes montivagus (Snow, 1895)
- Eupeodes neoperplexus (Curran, 1925)
- Eupeodes nielseni (Dusek & Láska, 1976)
- Eupeodes nigroventris (Fluke, 1933)
- Eupeodes nitens (Zetterstedt, 1843)
- Eupeodes nuba (Wiedemann, 1830)
- Eupeodes perplexus (Osburn, 1910)
- Eupeodes pingreensis (Fluke, 1930)
- Eupeodes pomus (Curran, 1921)
- Eupeodes punctifer (Frey, 1934)
- Eupeodes rufipunctatus (Curran, 1925)
- Eupeodes sculleni (Fluke, 1952)
- Eupeodes snowi Wehr, 1924
- Eupeodes subsimus (Fluke, 1952)
- Eupeodes talus (Fluke, 1933)
- Eupeodes tirolensis (Dusek & Láska, 1973)
- Eupeodes vandergooti (Dusek & Láska, 1973)
- Eupeodes volucris Osten Sacken, 1877

## Распространение
Космополитный род, отсутствует только в Новой Зеландии, Новой Гвинее и на Мадагаскаре.